# Hesychotypa crocea
Hesychotypa crocea är en skalbaggsart som beskrevs av Dillon 1945. Hesychotypa crocea ingår i släktet Hesychotypa och familjen långhorningar. Inga underarter finns listade i Catalogue of Life.